# Хиврич, Юрий Егорович
Юрий Егорович Хиврич (род. 29 мая 1949, Енакиево, Донецкая область) — государственный деятель Украины, специалист в области жилищно-коммунального хозяйства, министр по вопросам ЖКХ Украины (2010).

## Биография
Окончил Коммунарский горно-металлургический институт (1971 год), технология и комплексная механизация подземной разработки месторождений полезных ископаемых, горный инженер, Донецкий государственный университет (1998), менеджмент в производственной сфере, экономист менеджер.
Кандидат наук по государственному управлению (15 декабря 2005)
Депутат Донецкого областного совета.
- Сентябрь 1966 — сентябрь 1971 — студент Коммунарского горно-металлургического института (Луганская область)[3].
- Февраль 1971 — сентябрь 1972 — мастер Верхнеднепровского карьера, (Днепропетровская область)[4][5].
- Сентябрь 1972 — сентябрь 1974 — служба в рядах Вооруженных Сил СССР[6].
- Сентябрь 1974 — июнь 1976 — исполняющий обязанности механика, старший мастер Верхнеднепровского карьера (Днепропетровская область).
- Июнь — декабрь 1976 — прораб Оленовского участка буровзрывных работ производственного объединения «Донецкподрывпром», Донецкая область.
- Декабрь 1976 — июнь 1982 — председатель Углегорского городского совета (город Енакиево Донецкой области).
- Июнь 1982 — апрель 1989 — заместитель председателя, первый заместитель председателя исполкома Енакиевского городского совета (Донецкая область).
- Апрель 1989 — июль 1994 — председатель Енакиевского городского совета, председатель исполкома Енакиевского городского совета.
- Август 1994 — август 1995 — заместитель директора Енакиевского коксохимического завода (Донецкая область).
- Август 1995 — апрель 1998 — первый заместитель председателя исполкома Енакиевского городского совета, Донецкая область[7].
- Апрель — июнь 1998 — председатель Енакиевского городского совета (Донецкая область).
- Июнь 1998 — октябрь 2001 — начальник управления жилищно-коммунального хозяйства Донецкой ОГА.
- Октябрь 2001 — февраль 2004 — заместитель председателя Донецкой ОГА.
- Февраль 2004 — апрель 2005 — первый заместитель председателя Государственного комитета Украины по вопросам жилищно-коммунального хозяйства[3].
- Апрель 2005 — апрель 2010 — заместитель председателя Донецкой ОГА.
- Апрель — июнь 2010 — первый заместитель министра по вопросам жилищно-коммунального хозяйства Украины.